# Boschia griffithii
Boschia griffithii är en malvaväxtart som beskrevs av Maxwell Tylden Masters. Boschia griffithii ingår i släktet Boschia och familjen malvaväxter. Inga underarter finns listade i Catalogue of Life.